# Goussainville (Eure-et-Loir)
Goussainville is een gemeente in het Franse departement Eure-et-Loir (regio Centre-Val de Loire). De gemeente maakt deel uit van het arrondissement Dreux. Op 1 januari 2015 werd de gemeente Champagne aangehecht. Goussainville telde op 1 januari 2017 964 inwoners.

## Geografie
De oppervlakte van Goussainville bedroeg op 1 januari 2017 10,83 vierkante kilometer; de bevolkingsdichtheid was toen 89 inwoners per km².

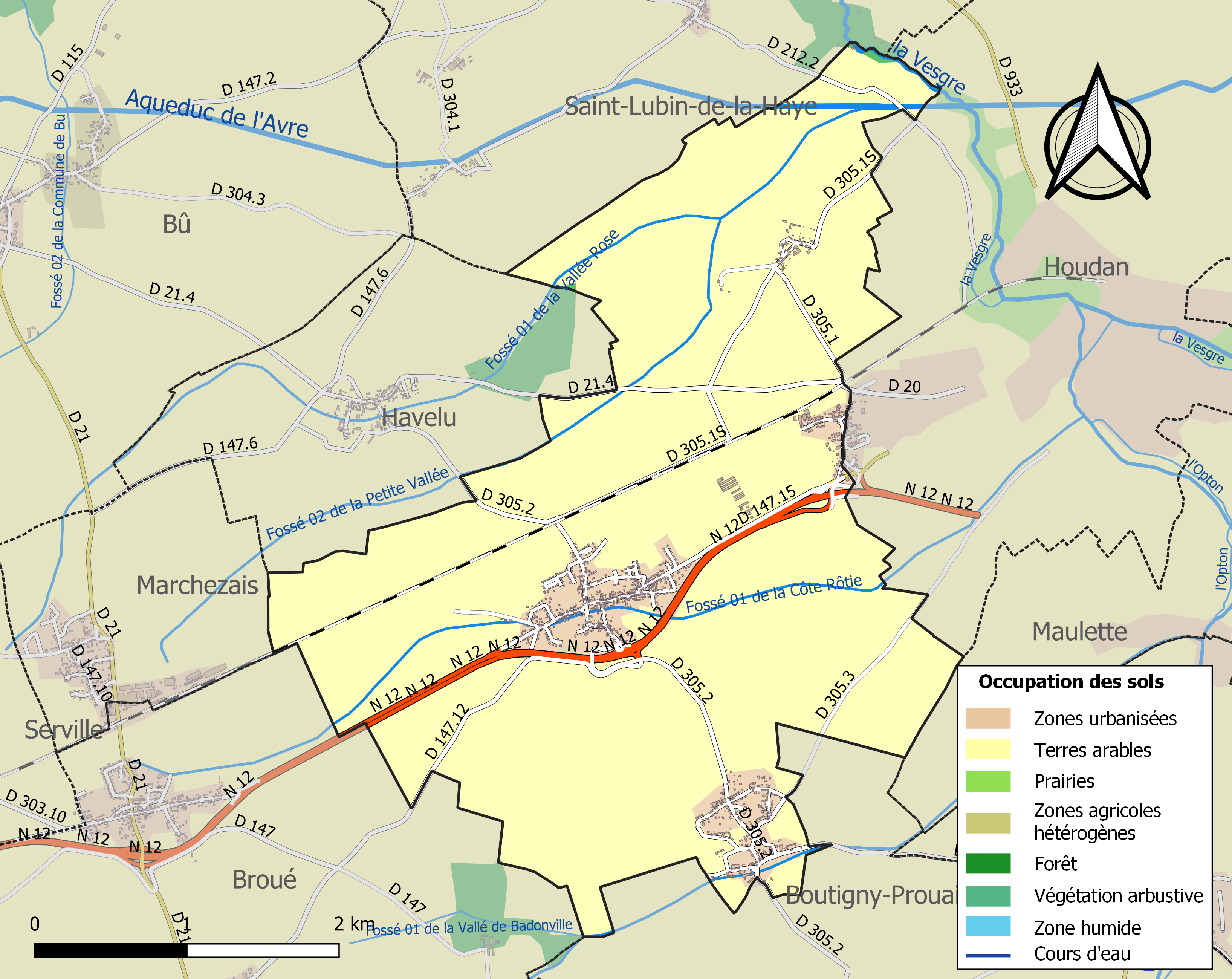
Kaart van de gemeente met belangrijkste infrastructuur, bodemgebruik en omliggende gemeenten

## Demografie
Onderstaande figuur toont het verloop van het inwonertal (bron: INSEE-tellingen).